# Túnel Jornalista Fernando Vieira de Mello
O Túnel Jornalista Fernando Vieira de Mello localiza-se na Avenida Rebouças, na cidade de São Paulo, no Brasil.
Inaugurado no ano de 2004, liga as avenidas Rebouças e Eusébio Matoso, passando sob a avenida Faria Lima.
O seu nome é uma homenagem ao jornalista Fernando Vieira de Mello. As obras deste túnel e do Túnel Max Feffer custaram R$ 150 milhões.